# Intel
Intel Corporation este o companie americană, cea mai mare companie de semiconductoare din lume și cea care a inventat seria de procesoare x86, procesoare găsite în multe calculatoare personale de tip PC. Fondată în 1968 ca Integrated Electronics Corporation cu sediul în Santa Clara, California, SUA, Intel mai produce și așa-numite chipset-uri pentru plăci de bază, plăci de rețea NIC, memorii flash, plăci grafice și alte componente legate de comunicații și computere. Fondată de pionierii semiconductoarelor Robert Noyce și Gordon Moore, Intel combină designul și capacitatea avansată a procesoarelor cu capabilitatea producției de vârf. Original cunoscută ca prima în motoare și tehnologie, în anii 1990 Intel introduce campania "Intel Inside" și produce celebrele procesoare Pentium.
La momentul actual (iulie 2025), unul dintre cele mai performante procesoare produse de Intel este Intel Core i9-14900KS, cu o frecvență de bază de până la 3.2 GHz și un turbo boost de până la 6.2 GHz, având 24 de nuclee (8 P-cores și 16 E-cores) și 32 de fire de execuție.
Intel a fost primul producător al memorilor de tip SRAM și DRAM, acestea reprezentând majoritatea afacerilor până în anii 1980. Intel a creat primul microprocesor comercial în 1971, dar l-a produs numai până la crearea calculatorului personal, care a devenit afacerea primară. În anii 1990 și mai târziu Intel investește foarte mult în noi microprocesoare și în industria PC-urilor, care se dezvoltă rapid. În această perioadă Intel devine furnizorul principal de microprocesoare pentru PC-uri, și a fost cunoscută pentru tacticile agresive în apărarea poziției pe piață, astfel de exemplu s-a aliat cu compania Microsoft, și mai târziu și cu Apple, pentru a controla industria IT (tehnologia informației).
== Microprocesoare/procesoare Intel
- Intel 4004
- Intel 8008
- Intel 8085
- Intel 8086
- Intel 8088
- Intel 80286
- Intel 80386
- Intel 80486
- Celeron
- Pentium I
- Pentium Pro
- Pentium II
- Pentium III
- Pentium M
- Celeron M
- Intel Core
- Intel Pentium Dual-Core
- Pentium 4
- Itanium
- Xeon
- Pentium D
- Pentium 5
- Intel Core 2
- Intel Atom
- XScale (StrongARM)
- Intel Core i3
- Intel Core i5
- Intel Core i7
- Intel Core i9
- Intel Records 1

## Intel în România
În noiembrie 2010, Intel, prin divizia Intel Software and Services Group, a deschis la București un centru de cercetare și dezvoltare software.
Centrul a derulat proiecte de cercetare și dezvoltare pe platforme open source: Android, Tizen și Yocto, dar și de analiză și optimizare a performanțelor hardware și software pe o gamă variată de dispozitive, de la servere HPC, la dispozitive mobile. De asemenea, una dintre echipele Intel Romania Software Development Center a creat instrumente pentru dezvoltatori. Intel Software and Services Group a deținut în România alte două centre de cercetare și dezvoltare la Galați și București. Centrul din Galați este subsidiara locală a Wind River, companie achiziționată de Intel în 2009, lider pe piața produselor embedded. Al doilea centru R&D al Intel din București este subsidiară a Telmap, lider pe piața soluțiilor de geolocație, companie achiziționată de Intel în 2011. 
De asemenea, Intel Capital, fondul de investiții al Intel, deține în România acțiuni la producătorul local de software Siveco.
Centrul de cercetare si dezvoltare software din Bucuresti a fost inchis la sfarsitul anului 2016.